# Autophila depressa
Autophila depressa är en fjärilsart som beskrevs av Rudolf Püngeler 1914. Autophila depressa ingår i släktet Autophila och familjen nattflyn. Inga underarter finns listade i Catalogue of Life.